# أمالي تيريز من فورتمبيرغ
الدوقة أمالي تيريز من فورتمبيرغ (بالألمانية: Amalie Therese Wilhelmine Philippine von Württemberg؛ 28 يونيو 1799 - 28 نوفمبر 1848)؛ كانت دوقة ساكس ألتنبورغ بزواجها من يوزف دوق ساكس ألتنبورغ، هي الابنة الثانية للدوق لودفيغ من فورتمبيرغ والأميرة هنريتا من ناساو-فيلبورخ، الدوقة أمالي هي خالة ماري هنرييت ملكة بلجيكا وكارل الأول ملك فورتمبيرغ وكذلك عمة فرانسيس دوق تيك والد الملكة ماري تك.
توفيت الدوقة في 28 نوفمبر 1848 عن عمر يناهز 49 عامًا في ألتنبورغ، قرر زوجها بعد يومين التنازل عن العرش لصالح شقيقه غيورغ، توفي يوزف في عام 1868 في ألتنبورغ.

### الذرية

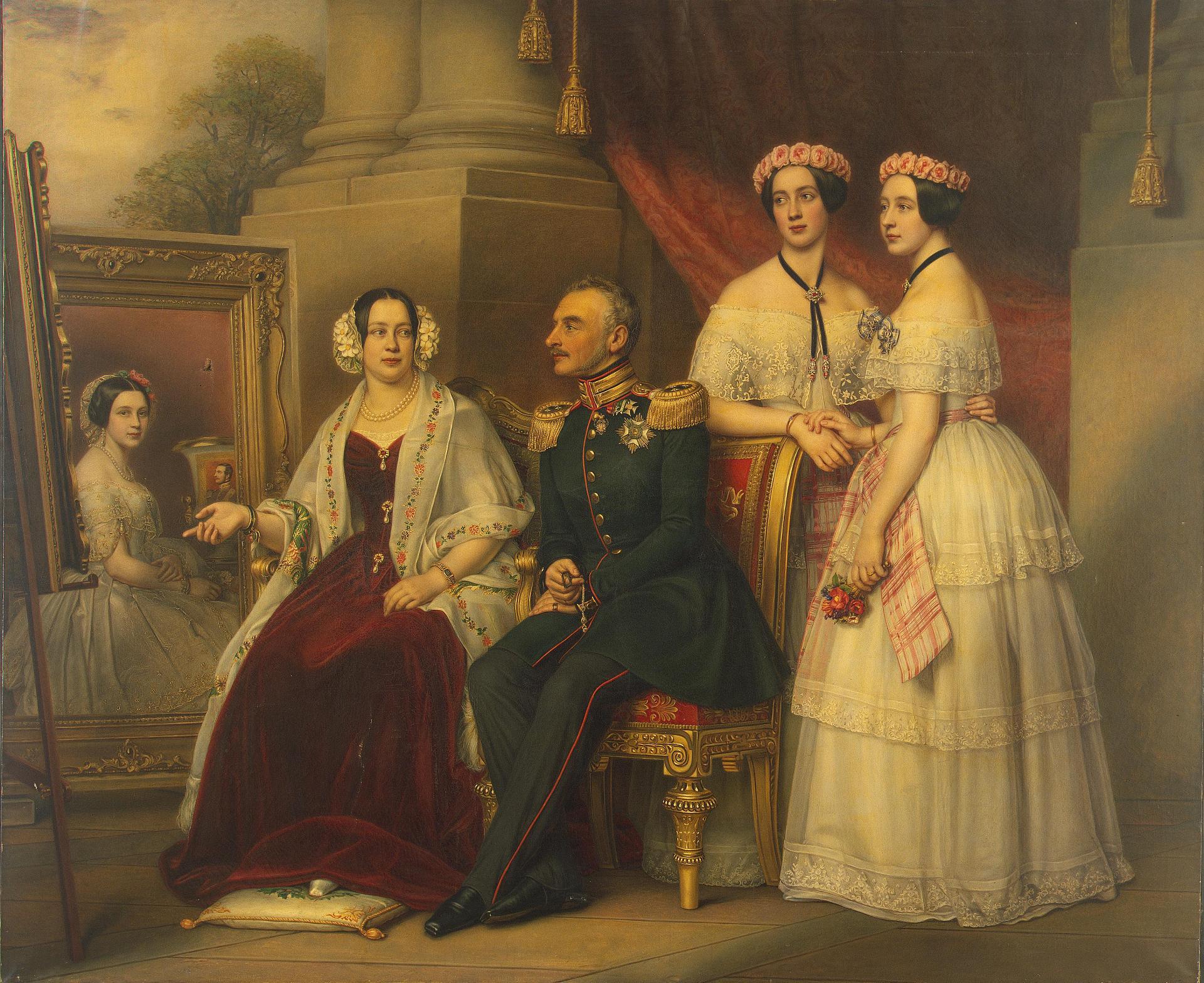
الدوقة أمالي مع زوجها وبناتها.

بـ كيرشهايم أونتر تك في 24 أبريل 1817 تزوج يوزف من الدوقة أميليا ابنة الدوق لودفيغ من فورتمبيرغ، كان لديهم ست بنات:
- ماري (هيلدبورغهاوزن؛ 14 أبريل 1818 - غموندن؛ 9 يناير 1907)؛ تزوجت في 18 فبراير 1843 من غيورغ الخامس ملك هانوفر، لهم ذرية.
- بولين (كيرشهايم أونتر تك؛ 24 نوفمبر 1819 - هيلدبورغهاوزن؛ 11 يناير 1825)؛ توفيت صغيرة.
- تيريز (هيلدبورغهاوزن؛ 9 أكتوبر 1823 - ألتنبورغ؛ 3 أبريل 1915)؛ غير متزوجة.
- إليزابيث (هيلدبورغهاوزن؛ 26 مارس 1826 - أولدنبورغ؛ 2 فبراير 1896)؛ تزوجت في 10 فبراير 1852 من بيتر الثاني دوق أولدنبورغ الأكبر، لهم ذرية.
- ألكسندرا (ألتينبورغ،؛ 8 يوليو 1830 - سانت بطرسبرغ؛ 6 يوليو 1911)؛ تزوجت في 11 سبتمبر 1848 من الدوق الأكبر قسطنطين نيكولايفيتش الروسي، عند زواجها أخذت اسم ألكسندرا يوسيفوفنا، لهم ذرية بما في ذلك أولغا عقيلة ملك اليونان.
- لويز (ألتنبورغ؛ 4 يونيو 1832 - هوملسهاین؛ 29 أغسطس 1833)؛ توفيت صغيرة.